# NGC 6902A/2
NGC 6902A/2 је спирална галаксија у сазвежђу Стрелац која се налази на NGC листи објеката дубоког неба.
Деклинација објекта је - 44° 16' 22" а ректасцензија 20h 22m 58,8s. Привидна величина (магнитуда) објекта NGC 6902 износи 14,8 а фотографска магнитуда 15,8. NGC 6902A2 је још познат и под ознакама ESO 285-4A, MCG -7-41-32, AM 2019-442, PGC 64576.